# Richter Richárd (bányamérnök)
Richter Richárd (Miskolc, 1920. május 8. – Miskolc, 1979. június 5.) magyar okleveles bányamérnök, egyetemi tanár, a műszaki tudományok kandidátusa (1955), a Nehézipari Műszaki Egyetem Bányamérnöki Karának volt dékánja, több kitüntetés tulajdonosa.

## Életpályája
Miskolcon érettségizett. 1942-ben bányamérnöki diplomát szerzett a műegyetem soproni bányamérnöki karán. 1944-ben katonának hívták be; francia hadifogságba esett és egy évig a franciaországi szénbányákban volt. 1946-ban hazatért; Farkaslyukon, Egercsehiben és Dorogon dolgozott üzemvezetőként. 1947-ig, Sopronban, a geodéziai és bányaméréstani, majd a mechanikai tanszéken adjunktusaként oktatott. 1948–1952 között a borsodi és az ózdi bányakerületekben üzemvezetőként tevékenykedett. 1952–1955 között a Nehézipari Műszaki Egyetem soproni Bányamérnöki Kar aspiránsa volt. 1955. július 25-én védte meg kandidátusi értekezését. 1955-ben egyetemi docens, 1964-től egyetemi tanár volt a Miskolci Egyetem Bányaműveléstani Tanszékén Sopronban. 1959-től Miskolcon volt egyetemi tanár. 1968–1971 között a Bányamérnöki Kar dékánja volt. 1971–1978 között a Földtan-teleptani Tanszéket vezette.

### Munkássága
Tervei szerint fejlődött nagyüzemmé a farkaslyuki szénbányászat, és megvalósult a vízdús homokok alatti fejtési rendszer Egercsehiben. Tudományos és oktatói tevékenysége a kőzet- és talajmechanikára, a biztosítószerkezetek mechanikájára és a műszaki földtan egyéb területeire terjedt ki. Ezekből mintegy 120 magyar és idegen nyelvű tanulmánya jelent meg. Több szabadalma és országosan elterjedt újítása ismert a bányabiztosítás témakörében. Fontos szerepe volt az egyetemi bányamérnöki továbbképző tanfolyamok beindításában.

## Művei
- Rugalmasságtani vizsgálatok a kőzetmechanikában (1955)
- A bányászati kőzetmechanika elméleti és gyakorlati kérdései (Budapest, 1960)

## Díjai
- az "ország legjobb bányamérnöke" (1950)
- a "Nehézipar Kiváló Dolgozója" (1961, 1969)
- a "Felsőoktatás Kiváló Dolgozója" (1961)
- a "Földtani Kutatás Kiváló Dolgozója" (1975)
- Akadémiai Díj (megosztva, 1977)[3]